# Pillig
Pillig este o comună din landul Renania-Palatinat, Germania.